# Rajska ptica
Rajska ptica je slovenska povest, delo Janeza Trdine. Prvič je izšla leta 1882 v zbirki Bajke in povesti o Gorjancih.

## Literarni lik
Rajska ptica se poleg v istimenski povesti kot literarni lik pojavlja še v izvirnem romanu Antona Kodra z naslovom Marjetica, v sedmem poglavju, in v delu Frana Ilešiča Rajska ptica, ki je prvič izšla leta 1915 v Zagrebu. (COBISS)
Rajska ptica se vedno nenadoma pojavi, po navadi v gozdu ali gaju, ima zlat kljun in krasi jo prekrasno perje, lahko tudi zlate barve. Prepoznana pa je tudi po zelo lepem petju, ki poslušalca zavede in mu ta pogosto sledi. V povesti Janeza Trdine rajska ptica uspava s svojim petjem grofa kar za trideset let.
Rajsko ptico večkrat povezujejo z zlato ptico, ki se prav tako pogostokrat pojavlja v ljudskih pravljicah. Ima perje zlate barve, v pravljicah ji literarne osebe sledijo, si jo poskušajo prilastiti.
Prekleti pohlep po zlatu!— —Vergil, Publius Maro  (70 pr. n. št.-19 pr. n. št.): Eneida (III, 57).

## Vsebina zgodbe
Grof se nekega dne odpravi s svojo družbo na lov v gozd. Tam zagleda medveda in mu sledi, dokler se ne zave, da je prišel v neznan del gozda. Ko se ozre, opazi, da se nahaja v najlepšem gaju, kakršnega ni videl ne v domačih ne v tujih deželah, kjer z dreves visijo zlata jabolka, vse lepo prijetno diši, v bistrih studencih se pretaka voda in z veje na vejo je poskakovala ptičica z zlatim kljunom. Njeno petje je bilo tako lepo, da se je grof odločil, da bo malo posedel in si odpočil ob tem lepem petju. Mislil je, da je minilo pol ure, zato se je odločil, da gre nazaj in poišče svojo družbo, saj so ga gotovo že pogrešali. Ko se je vračal iz gozda, je opazil, da poti niso več enake kakor prej in kjer je prej bil gozd, so sedaj bile njive in vinogradi. Ker svoje družbe, ki ga je spremljala na lov, ni našel, je povprašal vinogradnike in kmete na njivah. Ti so mu potožili, da morajo garati za novega kralja, hmeljniškega barona, ki se je polastil gradu po smrti njihovega prejšnjega dobrega grofa, ki ga je v lovu raztrgal medved. Star grof se zave, da ptice ni poslušal le pol ure, ampak je od tega minilo natanko trideset let. Najstarejši kmetje so ga prepoznali in vsi so popadali pred njim na kolena in glasno zahvalili Bogu za neskončno milost, da jim je povrnil dragega dobrotnika in odrešenika. Grof jim je rekel: »Vstanite in poiščite si orožja! V moj grad gre iz goščave pod zemljo skrivna pot, ki sem jo izdolbel s svojimi rokami in nisem povedal nikomur zanjo.« Skupaj so se odpravili in v gradu zasačili barona pri veselici s prijatelji. Premagali so ga in grof je zopet zavladal gradu. Barona in njegove prijatelje pa so vpregli v pluge, kakor je on prej počel z ubogimi kmeti in jih tako mučili do zime.

## Nauk zgodbe
Ljudje včasih vidijo samo eno stvar, se zavzemajo za delo, mislijo na večji zaslužek, in ne opazijo, kako čas hiti mimo njih, kako otroci rastejo, se prijatelji oddaljujejo od njih in okolica trpi zaradi njihove neobzirnosti. A ko se tega zavejo, je pogostokrat prepozno. 
Nihče ne bi bil rekel, da je ptičica lepa, ko ne bi bila imela zlatega kljuna. Ali še lepši, stokrat lepši od zlatega kljuna je bil nje mili, sladki glas, katerega se grof ni mogel naslušati.— —Trdina, Janez (Bajke in povesti o Gorjancih).
Izjemoma je v tem primeru uspelo grofu spet zavladati na svojem gradu in ljudem prinesti mir in srečo.

## Izdaje
- Trdina, Janez. Bajke in povesti o Gorjancih. Ljubljana: Cankarjeva založba, 1970.
- Trdina, Janez. Bajke in povesti o Gorjancih. Ljubljana: Mladinska knjiga, 1973.
- Trdina, Janez. Bajke in povesti o Gorjancih. Ljubljana: Karantanija, 1991.
- Trdina, Janez. Bajke in povesti o Gorjancih. Ljubljana: Karantanija, 1993.
- Trdina, Janez. Bajke in povesti o Gorjancih. Ljubljana: Mladinska knjiga, 1996.
- Slovenske ljudske pravljice. Ljubljana: Založba Mladinska knjiga, 2007.
- Slovenske narodne pravljice. Ljubljana: Založba Mladinska knjiga, 1997.
- Zlata ptica. Sto najlepših pravljic. Ljubljana: Založba Mladinska knjiga, 1988.
- Zlatorogovi čudežni vrtovi. Slovenske pripovedi o zmajih, belih gamsih, zlatih pticah in drugih bajnih živalih. Ljibljana: Založba Didakta, 2002.